# 太平镇 (万源市)
太平镇，是中华人民共和国四川省达州市万源市下辖的一个乡镇级行政单位。2020年6月，将太平镇东城社区、新华社区、古马儿社区、燎原社区、裕丰社区、秦川社区、银铁社区、状元社区、鞠家坝社区、庙沟河社区、万兴社区、天马山社区、镇江寺社区所属行政区域划归古东关街道管辖。将太平镇斑竹溪村、杜家坝村所属行政区域划归官渡镇管辖，将原茶垭乡李家沟村、老龙寨村、李家坝村、老洼坪村所属行政区域划归太平镇管辖。

## 行政区划
太平镇下辖以下地区：
东城社区、新华社区、古马儿社区、燎原社区、裕丰社区、秦川社区、银铁社区、状元社区、庙沟村、洪岭寺村、新庙子村、水窝子村、快活坪村、杜家坝村、鞠家坝村、斑竹溪村、毛坝子村、仙农坛村、石岗村、孔家山村、牛卯坪村、四合村和坪长村。